# 27 Dywizja Piechoty (LWP)
27 Dywizja Piechoty (27 DP) – związek taktyczny piechoty ludowego Wojska Polskiego.

## Formowanie i zmiany organizacyjne
Dywizja została sformowana w okresie od maja 1951 1 grudnia 1952, w garnizonie Zgorzelec, w składzie Okręgu Wojskowego Nr IV, według etatów Nr 2/129-2/138, tzw. małej konnej DP, o stanie 5212 żołnierzy i 164 pracowników cywilnych. Do końca 1951 stan liczebny dywizji miał liczyć 2818 żołnierzy oraz 142 pracowników cywilnych.
Był to związek o ograniczonych możliwościach bojowych, trakcji konnej, przeznaczony do użycia na drugorzędnych kierunkach działań. Dywizja pozostawała w bezpośredniej podległości dowódcy okręgu. Etatowo w składzie pułku piechoty miało być 7 samochodów, 14 moździerzy 82 mm, 66 rkm, 21 ckm, 24 km plot, 536 kbk, 4 armaty 45 mm, 4 armaty 76 mm.
Dywizja została rozformowana w grudniu 1955, z wyjątkiem 17 daplot i 52 dappanc.

## Żołnierze dywizji
Dowódcy dywizji :
- ppłk Mikołaj Kotwicki (1951-1953)
- ppłk Stefan Orliński (1953-1955)
- płk Artur Raginia (p.o. 1955)

## Struktura organizacyjna
wg stanu z 1 grudnia 1952
| Nazwa jednostki                        | Miejsce stacjonowania |
| -------------------------------------- | --------------------- |
| Dowództwo 27 Dywizji Piechoty          | Zgorzelec             |
| 85 pułk piechoty                       | Zgorzelec             |
| 90 pułk piechoty                       | Zgorzelec             |
| 96 pułk piechoty                       | Zgorzelec             |
| 114 pułk artylerii lekkiej             | Zgorzelec             |
| 52 dywizjon artylerii przeciwpancernej | Zgorzelec             |
| 17 dywizjon artylerii przeciwlotniczej | Zgorzelec             |
| 32 batalion łączności                  | Zgorzelec             |
| 65 batalion saperów                    | Zgorzelec             |
| 36 kompania obrony przeciwchemicznej   | Zgorzelec             |
| pluton zwiadu                          | Zgorzelec             |
| pluton samochodowy                     | Zgorzelec             |